# Danilo Rinaldi
Danilo Ezequiel Rinaldi (* 18. April 1986 in San Nicolás de los Arroyos, Argentinien) ist ein in Argentinien geborener san-marinesischer Fußballspieler. Er gehört zu den wenigen Spielern, die für die san-marinesische Nationalmannschaft ein Tor erzielen konnten.

## Karriere

### Vereinskarriere
Rinaldi begann seine Karriere 2008 bei SS Virtus und wechselte 2012 zu SP La Fiorita, wo er im Jahr 2013/14 Meister wurde.

### Nationalmannschaft
Rinaldi kommt regelmäßig in der san-marinesischen Nationalmannschaft zum Einsatz, in einem Freundschaftsspiel gegen Malta erzielte er ein Tor per Elfmeter, San Marino verlor das Spiel mit 2:3.

## Erfolge
SP La Fiorita
- San-marinesische Meisterschaft (3): 2013/14, 2016/17, 2017/18
- San-marinesische Pokal (3): 2012/13, 2015/16, 2017/18
- San-marinesische Superpokal (1): 2012